# Peer Kusmagk

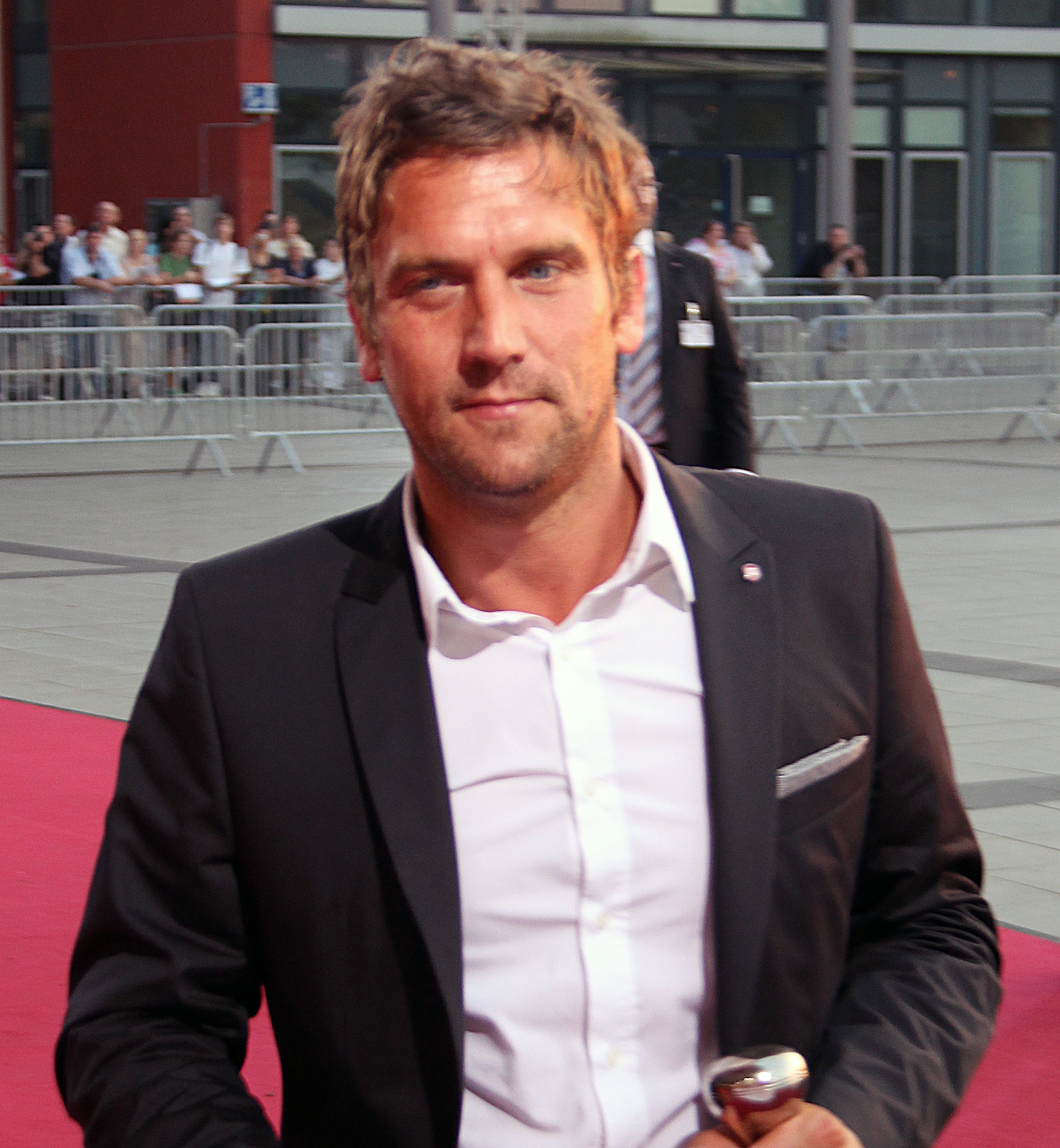
Peer Kusmagk beim Deutschen Fernsehpreis 2011

Peer Kusmagk (* 14. Juni 1975 in Berlin) ist ein deutscher Schauspieler und Fernsehmoderator.

## Leben
Nach seinem Abitur lebte Kusmagk drei Jahre lang in verschiedenen südeuropäischen und afrikanischen Ländern von Gelegenheitsjobs. Seine Schauspielausbildung absolvierte er an der Etage in Berlin und am Lee Strasberg Theatre and Film Institute in Los Angeles. Ab 1999 nahm er auch privaten Schauspielunterricht an der Theater-Sommerakademie von Herbert Fischer. Im selben Jahr gewann Kusmagk als Talk Type ’99 ein von C&A veranstaltetes Moderatoren-Casting und übernahm im Anschluss Moderationstätigkeiten bei verschiedenen Radiosendern, auf Galas, Messen und Veranstaltungen.
Kusmagk startete seine Fernsehkarriere beim Deutschen Sportfernsehen (DSF), heute Sport1. Anschließend spielte er in der RTL-Seifenoper Gute Zeiten, schlechte Zeiten von 2001 bis 2003 als Ben Bachmann eine Hauptrolle. Daneben war er bei VOX und ProSieben tätig. Außerdem präsentierte er von 2002 bis 2004 zusammen mit Tamara Gräfin von Nayhauß Deutschland sucht den Superstar – Das Magazin auf VOX.
Ab dem 22. April 2003 war er Moderator von 8 Folgen der zur Primetime ausgestrahlten Quizshow Puls limit: Jeder Herzschlag zählt.
Am 23. Mai 2003 heiratete er Charlotte Karlinder. Mit ihr moderierte er gemeinsam ab dem 19. Juli 2004 beim Frühstücksfernsehen auf Sat.1. Zunächst moderierten beide gemeinsam, seit März 2005 jedoch in verschiedenen Moderatorenteams. Kusmagk verließ die Sendung letztlich Ende Oktober 2005. Er und Karlinder lebten seit Mitte 2005 getrennt und sind seit 2009 geschieden.
Nach anderthalb Jahren in einer Partnerschaft mit Isabella „Bella“ Recke, der Tochter von Helmut von Finck, trennte sich Recke von Kusmagk Ende März 2012.
Zusammen mit dem Schauspieler Rhon Diels eröffnete er im Jahr 2006 das französische Bar-Restaurant La Raclette im Berliner Stadtteil Kreuzberg 36, das im Oktober 2010 von einem durch einen Kabelbrand ausgelösten Feuer zerstört und Ende November 2010 wiedereröffnet wurde.
Im Januar 2011 nahm Kusmagk an der fünften Staffel der Reality-Show Ich bin ein Star – Holt mich hier raus! des Senders RTL teil und wurde von den Zuschauern per Televoting zum Dschungelkönig gewählt.
Im März 2011 moderierte Kusmagk die 57. Ausgabe der RTL-II-Musikshow The Dome.
Am 8. Dezember 2013 war er Kandidat bei Promi Shopping Queen. 2016 nahm er an der Datingshow Adam sucht Eva – Promis im Paradies teil. Im Rahmen dieser TV-Sendung lernte er die Surferin Janni Hönscheid kennen. Offiziell sind beide seit Juni 2016 ein Paar. Im November 2016 nahm er mit Janni Hönscheid an der Tanzshow Deutschland tanzt auf ProSieben teil. Im August 2017 bekam das Paar einen Sohn. Zuvor wurde die Schwangerschaft in dem auf RTL II ausgestrahlten vierteiligen Reality-Format Janni & Peer… und ein Baby! dokumentiert. Im Juli 2019 wurde ihr zweites Kind, eine Tochter, geboren. Im September 2021 wurden Kusmagk und Hönscheid erneut Eltern eines Jungen.

## Sonstiges
Kusmagk und seine damalige Frau Charlotte Karlinder protestierten im September 2004 auf einer Pressekonferenz zum Auftakt einer Modemesse im Berliner Hotel Künstlerheim Luise gegen die Pelzindustrie, indem sie Farbbeutel mit roter Farbe warfen. Sie wurden zu Schadensersatz in Höhe von 10.000 Euro verurteilt. In der am 8. Dezember 2013 ausgestrahlten Folge der Sendung Promi Shopping Queen präsentierte Kusmagk einen mit Pelz gefütterten Mantel aus seinem Besitz. Im Off-Text wurde auf den offensichtlichen Widerspruch zur angeblichen Anti-Pelz-Haltung hingewiesen, ohne dass dieser aufgelöst wurde.

## Moderationen
- 1996: Kulturzeit (3sat)[18]
- 2000: X-Stream (Trendsportmagazin, DSF)[19]
- 2001: Trash Bytes (Computermagazin, suntv)
- 2001–2002: Fujuma (Fußball-Jugend-Magazin, DSF)[20]
- 2002: 90 LIVE (Live-Fußballbundesliga-Show, 9Live)[21]
- 2003: Puls limit: Jeder Herzschlag zählt (Quiz, VOX)[10]
- 2003–2004: Deutschland sucht den Superstar – Das Magazin (Backstage-Reportage, VOX)
- 2004–2005: Sat.1-Frühstücksfernsehen (Sat.1)
- 2006: screen-shot – die eSport Bundesliga (regelmäßige E-Sport-Sendung, DSF)
- 2011: The Dome (RTL II)
- 2011: Amor am Limit (ProSieben)
- 2012: Tiermessies außer Kontrolle (Sat.1)[22]
- 2012: Peer-Kusmagk-Show (94,3 rs2)[23]

## Filmografie
- 1998: My Brother Jack (Universal Film)[24]
- 2001: Unter uns (Fernsehserie, RTL)
- 2001–2003: Gute Zeiten, schlechte Zeiten (Fernsehserie, RTL)
- 2003: Das Büro (ProSieben)
- 2008: Verbotene Liebe (Fernsehserie, Das Erste)[25]
- 2011: Hand aufs Herz
- 2011: Der V.I.P. Hundeprofi
- 2011: Ich bin ein Star – Holt mich hier raus! (Reality-Show, Staffel 5, RTL)
- 2011: TV total Turmspringen (ProSieben)
- 2011: Es kann nur E1NEN geben (RTL)
- 2012: SOKO Leipzig (Fernsehserie, Folge Angst, ZDF)
- 2012: Lafer! Lichter! Lecker! (ZDF)
- 2013: Promi-Frauentausch (Reality-Show, RTL II)
- 2013: Alarm für Cobra 11 – Die Autobahnpolizei (Fernsehserie, Folge Wilde Tiere, RTL)
- 2013: Promi Shopping Queen (VOX)
- 2016: Adam sucht Eva – Promis im Paradies (Reality-Show, RTL)
- 2016: Deutschland tanzt (ProSieben)
- 2017: Janni & Peer… und ein Baby! (RTL II)
- 2019: Dancing on Ice (Sat.1)
- 2021: Ich bin ein Star – Die große Dschungelshow (RTL) (Gast)